# Championnats d'Europe juniors d'athlétisme 2021
Navigation
2019 2023
La 26e édition des championnats d'Europe juniors d'athlétisme se déroule à Tallinn, en Estonie, du 15 au 18 juillet 2021.

## Résultats

### Hommes
| Épreuves                            | Or                                                                                        | Argent                                                                                    | Bronze                                                                                |
| ----------------------------------- | ----------------------------------------------------------------------------------------- | ----------------------------------------------------------------------------------------- | ------------------------------------------------------------------------------------- |
| 100 m (vent : + 1.3 m/s)            | Toby Makoyawo 10 s 25 =EU20L                                                              | Jeff Erius 10 s 27 EU18L                                                                  | Matteo Melluzzo 10 s 31                                                               |
| 200 m (vent : m/s)                  | Derek Kinlock 20 s 72 PB                                                                  | Eduard Kubelík 20 s 82 NU20R                                                              | Federico Guglielmi 20 s 98 PB                                                         |
| 400 m                               | Edward Faulds 45 s 72 EU20L                                                               | Lorenzo Benati 46 s 27 PB                                                                 | Håvard Bentdal Ingvaldsen 46 s 70 PB                                                  |
| 800 m                               | Krzysztof Róznicki 1 min 47 s 44                                                          | Kacper Lewalski 1 min 48 s 50                                                             | Yanis Méziane 1 min 48 s 56                                                           |
| 1 500 m                             | Cian McPhillips 3 min 46 s 55                                                             | Rick van Riel 3 min 46 s 69                                                               | Henry McLuckie 3 min 47 s 15                                                          |
| 3 000 m                             | Nicholas Griggs 8 min 17 s 18                                                             | Yassin Mohumed 8 min 18 s 36                                                              | Alex Melloy 8 min 18 s 49                                                             |
| 5 000 m                             | Joel Ibler Lillesø 14 min 32 s 93                                                         | David Cantero 14 min 33 s 55                                                              | Batsian Mrochen 14 min 34 s 04                                                        |
| 110 mètres haies (vent : + 0.2 m/s) | Sasha Zhoya 13 s 05 CR                                                                    | Matthew Sophia 13 s 26                                                                    | Lorenzo Ndele Simonelli 13 s 34                                                       |
| 400 mètres haies                    | Berke Akçam 50 s 70                                                                       | Oskar Edlund 51 s 15                                                                      | Dominik Škorjanc 51 s 78                                                              |
| 3 000 m steeple                     | Pol Oriach 8 min 41 s 36 EU20L                                                            | Axel Vang Christensen 8 min 42 s 75 EU18L                                                 | Cesare Caiani 8 min 50 s 16 PB                                                        |
| 4 × 100 m                           | Royaume-Uni Joseph Harding Jeriel Quainoo Toby Makoyawo Ethan Wiltshire 39 s 74           | Pays-Bas Matthew Sophia Nsikak Ekpo Keitharo Oosterwolde Xavi Mo-Ajok 40 s 07             | Italie Angelo Ulisse Filippo Cappelletti Federico Guglielmi Matteo Melluzzo 40 s 18   |
| 4 × 400 m                           | Royaume-Uni Brodie Young Samuel Reardon Charlie Carvell Edward Faulds 3 min 05 s 25 WU20L | Italie Stefano Grendene Tommaso Boninti Francesco Pernici Lorenzo Benati 3 min 07 s 13 SB | Allemagne Jan-Lukas Schröder Max Tank Malik Skupin-Alfa Okai Charles 3 min 08 s 09 SB |
| 10 000 m marche                     | Paul McGrath 42 min 32 s 19 PB                                                            | Mert Kahraman 42 min 37 s 83 PB                                                           | Dmitriy Gramachkov 42 min 39 s 25 PB                                                  |
| Saut en hauteur                     | Yonathan Kapitolnik 2,25 m EU20L                                                          | Mateusz Kolodziejski 2,23 m =PB                                                           | Sam Brereton 2,17 m =PB                                                               |
| Saut à la perche                    | Anthony Ammirati 5,64 m                                                                   | Matvei Volkov 5,44 m                                                                      | Oleksandr Onufriyev 5,44 m PB                                                         |
| Saut en longueur                    | Oliver Koletzko 7,98 m WU20L                                                              | Bryan Mucret 7,93 m PB                                                                    | Erwan Konaté 7,91 m PB                                                                |
| Triple saut                         | Gabriel Wallmark 16,39 m WU20L                                                            | Dimitar Tashev 16,18 m PB                                                                 | Viktor Morozov 16,14 m                                                                |
| Lancer du poids                     | Muhamet Ramadani 19,92 m NU20R                                                            | Ilya Misouski 19,49 m                                                                     | Claudio Stoessel 19,43 m PB                                                           |
| Lancer du disque                    | Mykolas Alekna 68,00 m                                                                    | Magnus Zimmermann 61,55 m                                                                 | Uladzislau Puchko 61,06 m                                                             |
| Lancer du marteau                   | Dawid Pilat 79,59 m NU20R                                                                 | Merlin Hummel 79,32 m                                                                     | Jean-Baptiste Bruxelle 77,90 m                                                        |
| Lancer du javelot                   | Artur Felfner 78,41 m WU20L                                                               | Onni Ruokangas 73,06 m PB                                                                 | Lenny Brisseault 72,62 m                                                              |
| Décathlon                           | Jente Hauttekeete 8 150 pts WU20L                                                         | Sander Skotheim 8 012 pts PB                                                              | Téo Bastien 7 722 pts PB                                                              |

### Femmes
| Épreuves                       | Or                                                                                       | Argent                                                                                   | Bronze                                                                                     |
| ------------------------------ | ---------------------------------------------------------------------------------------- | ---------------------------------------------------------------------------------------- | ------------------------------------------------------------------------------------------ |
| 100 m (vent : + 1.4 m/s)       | Rhasidat Adeleke 11 s 34                                                                 | Ivana Ilić (de) 11 s 42                                                                  | Joy Eze 11 s 44 EU18L                                                                      |
| 200 m (vent : m/s)             | Rhasidat Adeleke 22 s 90 EU20L                                                           | Minke Bisschops 23 s 55                                                                  | Success Eduan 23 s 62 PB                                                                   |
| 400 m                          | Kornelia Lesiewicz 52 s 46                                                               | Yemi Mary John 53 s 06 PB                                                                | Veronika Arkhipova 53 s 41                                                                 |
| 800 m                          | Audrey Werro 2 min 3 s 12                                                                | Svitlana Zhulzhyk 2 min 4 s 02 PB                                                        | Valentina Rosamilia 2 min 4 s 08                                                           |
| 1 500 m                        | Ingeborg Østgård 4 min 19 s 75                                                           | Marina Martinez 4 min 20 s 35                                                            | Mireya Arnedillo 4 min 21 s 29                                                             |
| 3 000 m                        | Ilona Mononen 9 min 15 s 66 PB                                                           | Sofia Thøgersen 9 min 16 s 43 EU18L                                                      | Ina Halle Haugen 9 min 16 s 47                                                             |
| 5 000 m                        | Carla Domínguez 16 min 16 s 57                                                           | Agate Caune 16 min 17 s 56 EU18L                                                         | Emma Heckel 16 min 20 s 18                                                                 |
| 100 m haies (vent : + 0.4 m/s) | Ditaji Kambundji 13 s 03                                                                 | Weronika Barcz 13 s 42 PB                                                                | Marika Majewska 13 s 46                                                                    |
| 400 m haies                    | Andrea Rooth 57 s 16 EU20L                                                               | Moa Granat 57 s 94                                                                       | Martha K. D. Rasmussen 58 s 30                                                             |
| 3 000 m steeple                | Olivia Gürth 9 min 59 s 15 PB                                                            | Gréta Varga 9 min 59 s 17                                                                | Sevval Özdogan 10 h 7 min 84 s PB                                                          |
| 4 × 100 m                      | Royaume-Uni Alyson Bell Eve Wright Joy Eze Success Eduan 44 s 62 SB                      | Allemagne Cheyenne Kuhn Sina Kammerschmitt Antonia Dellert Holly Okuku 44 s 68           | Pologne Dorota Puzio Monika Romaszko Marta Zimna Magdalena Niemczyk 44 s 79                |
| 4 × 400 m                      | Allemagne Lena Leege Lara-Noelle Steinbrecher Anna Hense Maja Schorr 3 min 35 s 38 WU20L | Espagne Carmen Avilés Berta Segura Sofia Cosculluela Lucia Pinacchio 3 min 36 s 10 NU23R | Italie Alessandra Iezzi Federica Pansini Angelica Ghergo Alexandra Almici 3 min 36 s 31 SB |
| 10 000 m marche                | Yuliya Khalilova 46 min 14 s 21 EU20L                                                    | Eliška Martínková 46 min 23 s 74 PB                                                      | Maële Biré-Heslouis 46 min 32 s 94 PB                                                      |
| Saut en hauteur                | Britt Weerman 1,88 m =NU23R                                                              | Natalya Spiridonova 1,86 m SB                                                            | Elisabeth Pihela 1,86 m =SB                                                                |
| Saut à la perche               | Sarah Franziska Vogel 4,30 m =EU20L                                                      | Emma Brentel 4,20 m                                                                      | Lisa Gruber 4,15 m =NU20R                                                                  |
| Saut en longueur               | Maja Åskag 6,80 m                                                                        | Tessy Ebosele 6,63 m PB                                                                  | Mikaelle Assani 6,62 m                                                                     |
| Triple saut                    | Maja Åskag 14,05 m EU20L                                                                 | Valeriya Volovlikova 1 365 m PB                                                          | Darja Sopova 13,62 m NU20R                                                                 |
| Lancer du poids                | Pinar Akyol 16,80 m                                                                      | Alida van Daalen 16,56 m                                                                 | Nina Chioma Ndubuisi 15,71 m WU18L                                                         |
| Lancer du disque               | Violetta Ignatyeva 58,65 m                                                               | Alida van Daalen 55,63 m                                                                 | Alina Nikitsenka 55,04 m                                                                   |
| Lancer du marteau              | Silja Kosonen 71,06 m CR                                                                 | Rose Loga 67,70 m                                                                        | Maryola Bukel 63,25 m                                                                      |
| Lancer du javelot              | Elína Tzéngko 61,18                                                                      | Adriana Vilagoš 60,44                                                                    | Anni-Linnea Alanen 54,80                                                                   |
| Heptathlon                     | Saga Vanninen 6 271 pts WU20L                                                            | Sofie Dokter 5 878 pts PB                                                                | Marie Dehning 5 778 pts PB                                                                 |

## Légende
Records et Performances
- AR : Record continental (area record)
- CR : Record des championnats (championship record)
- MR : Record du meeting (meet record)
- NR : Record national (national record)
- OR : Record olympique (olympic record)
- PR : Record paralympique (paralympic record)
- PB : Record personnel (personal best)
- SB : Meilleure performance personnelle de la saison (season's best)
- WL : Meilleure performance mondiale de l'année (world leader)
- WJR : Record du monde junior (world junior record)
- WR : Record du monde (world record)

Circonstances et Conditions
- DNF : N'a pas terminé (did not finish)
- DNS : N'a pas pris le départ (did not start)
- DQ : Disqualification (disqualification)
- NM : Aucun essai valable enregistré (No Mark)
- Q : Qualifié « directement » au prochain tour (ou à la prochaine compétition), lors d'une compétition majeure, grâce au classement ou à la réalisation des minima (automatic qualifier)
- q : Qualifié au prochain tour (ou à la prochaine compétition), lors d'une compétition majeure, grâce au repêchage ou à la réalisation de l'une des meilleures performances parmi celles des « non qualifiés directement » (grâce au meilleur temps ou à la meilleure distance par exemple) (secondary qualifier)